# Cedric Gervais
Cédric DePasquale, conocido por su nombre artístico Cedric Gervais, es un DJ, remezclador y productor discográfico francés de música house. Actualmente reside en Miami, Florida.

## Biografía
Cedric comenzó a mezclar a los trece años, teniendo como grandes influencias musicales a Laurent Garnier y Carl Cox. Empezó a presentarse como DJ a los quince años en su Francia natal, convirtiéndose así, en uno de los residentes más jóvenes del legendario club Le Queen de París.
En 1998, decide trasladarse a South Beach, en los Estados Unidos, donde obtiene la residencia de varios clubs como Crobar y en Nikki Beach. En 2004, se convirtió en DJ residente de la terraza del Club Space y empezó a codearse con los grandes referentes de la escena electrónica, como Sander Kleinenberg, Roger Sánchez o Deep Dish.
Su primer sencillo “Burning”, fue lanzado por Ultra Records. En 2006, lanza su álbum debut Experiment, en el que incluye uno de sus grandes éxitos de su trayectoria, "Spirit in My Life", y varias producciones junto a la banda de música trance Second Sun.
En 2008, trabajó en un proyecto con Sharam (uno de los integrantes del dúo Deep Dish) bajo el nombre, Sharvais. Lanzaron el sencillo “U Don't Even Know Us”, que contiene los samples del clásico de Armand van Helden del año 1999, “U Don't Know Me”.
En marzo de 2011, lanza su segundo álbum, Miamication, en el que se destacan sencillos como “Mauri's Dream” y “Love Is the Answer”. Incluye colaboraciones de artistas como Mýa, Jessica Sutta, Rachael Starr y la cantante y compositora de origen peruana María Matto.
En abril de 2012, lanza su controversial sencillo “Molly” por el sello Spinnin' Records. En julio fue lanzado en el Reino Unido, alcanzando el puesto #26 del UK Singles Chart. La modelo Jenna Dalton aparece en la portada del sencillo e interpreta a “Molly” en su video musical. Esta producción, fue aclamado por varios artistas en el Ultra Music Festival en el marco del Winter Music Conference en Miami, entre ellos Pete Tong que lo destacó como “Essential New Tune” en su programa radial en la BBC Radio 1. Una extraña confusión tuvo como protagonistas a la reina del pop Madonna, y al DJ canadiense Deadmau5, al manifestarse en un concierto junto al sueco Avicii si habían visto a “Molly”, (“Have you seen Molly”) nombre creado para referirse vulgarmente al MDMA, atribuida al éxtasis. Esto provocó el disgusto del canadiense que expresó su descontento sobre esta frase en las redes sociales. La estrella del pop le respondió al DJ argumentando que sus palabras solo se referían al título de una producción de su amigo Cedric Gervais. En julio de 2013, Lana del Rey relanzó el sencillo Summertime Sadness basándose en la versión remezclada por Cedric Gervais, la cual le posibilitó alcanzar el número 4 en las listas de éxitos del Reino Unido y la sexta ubicación en el Billboard Hot 100, además fue premiado con el Grammy en la categoría mejor grabación remixada. En abril de 2014, lanzó de manera gratuita la pista «Hashtag» en agradecimiento a sus seguidores en Facebook.
Además, Cedric también es fundador de dos sellos discográficos, Sleaze Records y SleazeTech. Sleaze Records se especializa en música house y SleazeTech se centra en el techno y el minimal.
La carrera de Cedric está aún en evolución, con la confirmación de su primer papel como actor en la película de Michael Bay, Pain & Gain protagonizada por Mark Wahlberg y Dwayne Johnson.

## Discografía

### Álbumes
En estudio
- 2006: Experiment [ Ultra Records ]
- 2011: Miamication [ Ultra Records ]

Compilaciones
- 2003: The House Sessions [ Sunswept Music ]
- 2007: Yoshitoshi Miami [ Yoshitoshi Recordings ]
- 2008: Yoshitoshi Space Miami Terrace [ Yoshitoshi Recordings ]

### Sencillos y EP
- 2001: Cedric Gervais – Burning [ You ]
- 2002: Cedric Gervais & Maurizio Ruggiero pres. 440 Central – Talking About The Revolution [ Hydrogen Records ]
- 2003: Cedric Gervais feat. Christy Prais – Let's Keep It Real [ You ]
- 2004: Cedric Gervais & DJ Pedro Pres. French Sleaze – Chemical Reaction [ Sleaxe Industries ]
- 2004: Cedric Gervais & Paul Harris Pres. Mialond Feat. Alan T – Darker And Deeper [ Sleaxe Industries ]
- 2005: Cedric Gervais – The Experiment EP [ You ]
  - Distortion Music
  - Let's Party All Night Long
- 2006: Cedric Gervais Feat. Caroline – Spirit In My Life (Experiment) [ Ultra Records ]
- 2007: Cedric Gervais Feat. Second Sun – Pills (Experiment) [ Ultra Records ]
- 2008: Sharam & Cedric Gervais Pres. Sharvais – U Don't Even Know Us [ Yoshitoshi Recordings ]
- 2009: Cedric Gervais – Mauri's Dream (Miamication) [ Ultra Records ]
- 2009: Cedric Gervais – Disclaimer (Miamication) [ Ultra Records ]
- 2009: Cedric Gervais – No Offense [ Ultra Records ]
- 2010: Cedric Gervais feat. Second Sun – Ready Or Not (Miamication) [ Ultra Records ]
- 2010: Cedric Gervais feat. Caroline – Leave Me Alone (Miamication) [ Ultra Records ]
- 2011: Cedric Gervais feat. Mýa – Love Is the Answer (Miamication) [ Ultra Records ]
- 2011: Cedric Gervais feat. Jessica Sutta – Where Ever U Are (Miamication) [ Ultra Records ]
- 2012: Cedric Gervais & CID – Playa [ Ultra Records ]
- 2012: Cedric Gervais – Molly [ Spinnin' Records / Big Beat / Warner Music ]
- 2012: Cedric Gervais – Cedanie [ Spinnin' Records ]
- 2013: Cedric Gervais & Borgore – Deception [ Spinnin' Records ]
- 2013: Cedric Gervais – Flip [ Toolroom ]
- 2013: Cedric Gervais & Howard Jones – Things Can Only Get Better [ Spinnin' Records ]
- 2013: Cedric Gervais & CID – Never Come Close [ Spinnin' Records ]
- 2014: Cedric Gervais – The Look [ Spinnin' Records ]
- 2014: Cedric Gervais – Hashtag
- 2014: Cedric Gervais feat. Coco – Through the Night [ Universal Music ]
- 2014: Cedric Gervais feat. Ali Tamposi – Love Again [ Universal Music ]
- 2014: Cedric Gervais feat. Rooty – Missing You [ Universal Music ]
- 2015: Cedric Gervais feat. Juanes – Este Amor [ Universal Music ]
- 2015: Cedric Gervais – De Ja Vu [ SPRS ]
- 2016: Cedric Gervais feat. Jack Wilby – With You [ Delecta Records / Armada Music ]
- 2016: Cedric Gervais feat. Luciana – Skin On Skin [ Delecta Records / Armada Music ]
- 2016: Cedric Gervais & Willy Monfret – Make Me Feel [ Delecta Records / Armada Music ]
- 2016: David Guetta, Cedric Gervais & Chris Willis – Would I Lie To You [ Parlophone / Warner Music ]
- 2017: Cedric Gervais feat. Digital Farm Animals & Dallas Austin – Touch The Sky [ Delecta Records / Armada Music ]
- 2017: Cedric Gervais feat. Liza Owen – Somebody New [ Universal Music ]
- 2017: Cedric Gervais feat. Conrad Sewell – Higher [ Delecta Records / Armada Music ]
- 2018: Cedric Gervais feat. Wealth – One Night [ Universal Music ]
- 2018: Cedric Gervais – Do It Tonight [ Delecta Records / Armada Music ]
- 2019: Cedric Gervais vs Just Kiddin feat. Kyan – Good Things [ Delecta Records / Armada Music ]
- 2019: Cedric Gervais – Don't You Want [ Delecta Records / Armada Music ]
- 2019: Cedric Gervais – Take You In [ Delecta Records / Armada Music ]
- 2019: Cedric Gervais – Rock the Beat [ Delecta Records / Armada Music ]
- 2019: Cedric Gervais & Chris Willis – Turn Your Love Around [ Delecta Records / Armada Music ]
- 2019: Cedric Gervais – Get That Bag [ Delecta Records / Armada Music ]
- 2020: Cedric Gervais & Aston Lane – Dreamers [ This Never Happened ]
- 2020: Cedric Gervais x Maggie Szabo – NEO [ Delecta Records / Armada Music ]
- 2020: Cedric Gervais x Franklin feat. Nile Rodgers – Everybody Dance [ DGTLBEATS ]
- 2021: Tom Staar & Cedric Gervais – Playing Games [ Armada Music ]
- 2021: Cedric Gervais vs Drax Project - Over It [ Armada Music ]
- 2021: Cedric Gervais vs Grace Gaustad - Out Of Time [ Delecta Records / Armada Music ]
- 2021: Cedric Gervais & Tom Staar – Tag Your Sponsor [ Delecta Records / Armada Music ]
- 2021: Cedric Gervais - Shake That Ass [ Delecta Records / Armada Music ]
- 2022: Cedric Gervais - Hype [ Delecta Records / Armada Music ]
- 2022: Cedric Gervais feat. Tudor – Only One Night [ Delecta Records / Armada Music ]
- 2022: Cedric Gervais & Jem Cooke – Blue [ Delecta Records / Armada Music ]
- 2022: Cedric Gervais x Joel Corry – Molly 2022 [ Musical Freedom ]
- 2023: Cedric Gervais & Felix – Don't You Want Me [ Delecta Records / Armada Music ]

### Remixes
2001:
- Morris T feat. Taka Boom – The Third Pleasure (Cedric Gervais Tribal Mix)

2002:
- Sir Oliver – The Sound, The Light & The Music (I&C Origins@Crobar Mix by Cedric Gervais & Ivano Bellini)

2004:
- Lenny Kravitz – Are You Gonna Go My Way (Cedric Gervais & DJ Pedro Remix)
- Dirty Vegas – Walk Into the Sun (Cedric Gervais Remixes)

2005:
- Chocolate Puma – 4 Letter Word (Cedric Gervais Remix)
- DJ Rooster & Sammy Peralta feat. Triple Xl – Girls, Girls (Cedric Gervais Space Remix)
- Andy Hunter – To Life To Love (Cedric Gervais Remix)

2006:
- The Shapeshifters & Chic – Sensitivity (Cedric Gervais & Second Sun Mix)
- Sander Kleinenberg – This Is Miami (Cedric Gervais' This Is Not Ibiza Mix)
- Sharam – PATT (Party All The Time) (Cedric Gervais & Second Sun Remix)
- Queen Vs. The Miami Project – Another One Bites the Dust (Cedric Gervais & Second Sun Remix)
- Creamer & K Feat. Nadia Ali & Rosko – Something to Lose (Cedric Gervais Remix)
- Seamus Haji – Last Night a DJ Saved My Life (Cedric Gervais & Second Sun Remix)

2007:
- Hoxton Whores – Friday Saturday Love (Cedric Gervais Remix)
- Mark Knight Feat. Luciana From Portobella – Party Animal (Cedric Gervais & Second Sun Mix)
- Alcatraz – Giv Me Luv '07 (Cedric Gervais Remix)
- Tamara's World – Trampoline (Cedric Gervais Remix)
- David Guetta Feat. JD Davis – The World is Mine (Cedric Gervais Remix)
- Holmes Ives Feat. Avalon Frost – 8 Letters (Cedric Gervais Remix)
- Dubfire – Roadkill (Cedric Gervais Remix)
- JdotP – SID Bubble (Cedric Gervais Remix)

2008:
- Rogue Traders – What You're On (Cedric Gervais Vocal Remix)
- Dirty South & Paul Harris Feat. Rudy – Better Day (Cedric Gervais Remix)
- Trophy Twins – Sunrise (Cedric Gervais Remix)
- Dino Lenny – Coca Loca (Cedric Gervais Remix)
- De'Lacy – Hideaway (Cedric Gervais Vocal Remix)
- George Morel & SPJ – Let's Take Drugs (Cedric Gervais Remix)
- Andrea Gemolotto & Massimino – Contaminated (Cedric Gervais 12" Version)
- Sharam Feat. Daniel Bedingfield – The One (Cedric Gervais Florianopolis Mix)
- Stephan Luke – Pressure (Cedric Gervais Remix)
- Electrovamp – Drinks Taste Better When They're Free (Cedric Gervaise Remix)
- Sash! – Stay (Cedric Gervais Remix)

2009:
- Víctor Palmez – I Want You (Cedric Gervais Remix)
- John Shelvin Feat. Molly – Just Like You Said (Cedric Gervais Remix)
- Second Sun – Golden (Cedric Gervais Remix)
- David Jiménez – Scirocco (Cedric Gervais Remix)
- Nima Nas & Mark Alston Ft. Polina – Game Of Love (Cedric Gervais Mix)
- Clearcut – Breathless (Cedric Gervais Remix)
- Sandrino Beesley & Danny Minkella – Formula (Cedric Gervais Remix)
- Andretta – Tendencies (Cedric Gervais Remix)

2010:
- Second Sun & Paul Harris – Doing It Well (Cedric Gervais Remix)
- Rony Seikaly Feat Polina – Come With Me (Cedric Gervais Remix)
- BT – Le Nocturne De Lumière (Cedric Gervais Remix)

2012:
- Katy Perry – Wide Awake (Cedric Gervais Remixes)
- Borgore – Decisions (Cedric Gervais Remix)
- Willy Moon – Yeah Yeah (Cedric Gervais Remix)

2013:
- Lana del Rey – Summertime Sadness (Cedric Gervais Remix)
- Mish Mash – Speechless (Cedric Gervais & Antoine Becks Remix)
- Dido – End of Night (Cedric Gervais Remix)
- Lana del Rey – Young and Beautiful (Cedric Gervais Remix)

2014:
- Miley Cyrus – Adore You (Miley Cyrus vs Cedric Gervais Remix)

2015:
- Odesza feat. Zyra - Say My Name (Odesza vs. Cedric Gervais Remix)

2016:
- Cedric Gervais - With You (VIP Mix)
- Sigala feat. John Newman & Nile Rodgers - Give Me Your Love (Cedric Gervais Remix)
- Clean Bandit feat. Louisa Johnson - Tears (Cedric Gervais Remix)

2017:
- David Guetta feat. Nicki Minaj & Lil Wayne - Light My Body Up (Cedric Gervais Remix)
- Sigrid - Don't Kill My Vibe (Cedric Gervais Remix)
- Cedric Gervais feat. Lisa Owen - 'Somebody New' (with Lauren Simeca) (VIP Mix)
- Madison Beer - Dead (Madison Beer vs. Cedric Gervais Remix)
- J Balvin & Willy William - Mi gente (Cedric Gervais Remix)
- Niall Horan - Too Much To Ask (Cedric Gervais Remix)
- Kelly Clarkson - Love So Soft (Cedric Gervais Remix)
- The Vamps - Personal (Cedric Gervais Remix)

2019:
- Cedric Gervais & Just Kiddin feat. Kyan - Good Things (Disco Edit)[17]
- D.O.D - According to Me (Cedric Gervais Remix) [18]
- DJ Snake, J. Balvin & Tyga - Loco Contigo (Cedric Gervais Remix) [19]
- Au/Ra - Dance in the Dark (Cedric Gervais Remix) [20]
- Dope Lemon - Hey You (Cedric Gervais Remix) [21]